# Olivais (Lisboa)
Olivais (até 2012, oficialmente "Santa Maria dos Olivais"), é uma freguesia portuguesa do município de Lisboa, pertencente à Zona Oriental da capital, com 8,09 km2 de área e 32 179 habitantes (censo de 2021). A sua densidade populacional é 3 977,6 hab./km².
É uma das freguesias mais populosas da cidade de Lisboa. Apesar da desanexação do território que foi constituir a maior parte da freguesia de Parque das Nações e de menores perdas e ganhos territoriais por ajuste dos limites com as freguesias de Lumiar e de Santa Clara, continua a ser a segunda maior freguesia da cidade de Lisboa.
Foi sede de concelho entre 1852 e 1885, um grande município, eminentemente rural, que abarcava 24 freguesias. Ocupava uma superfície de 22.300 hectares e tinha uma população de 22.941 habitantes, em 1878.
O seu gentílico é olivalense. O seu orago é Santa Maria ou Nossa Senhora dos Olivais. Limita a norte e a nordeste com o concelho de Loures (União das Freguesias de Camarate, Unhos e Apelação e União das Freguesias de Sacavém e Prior Velho a norte, e União das Freguesias de Moscavide e Portela a nordeste), a este com a freguesia de Parque das Nações, a sul com as freguesias de Alvalade e de Marvila, a oeste com a freguesia de Lumiar e a noroeste com a freguesia de Santa Clara.
A freguesia inclui-se na zona oriental da cidade, organizando-se em quatro grandes regiões: o Bairro da Encarnação, o Centro Histórico (ou Olivais Velho), e os Bairros de Olivais Norte e Olivais Sul, que por sua vez se subdividem em diversos outros aglomerados.
Grande parte do território ocidental da freguesia é ocupado por parte do Aeroporto de Lisboa, incluindo a sede da TAP Portugal (Edifício 25, Aeroporto da Portela).

## Demografia
Nota: A freguesia de Olivais pertenceu ao extinto concelho dos Olivais até 1886. De 1959 até 2012 a freguesia foi designada "Santa Maria dos Olivais" e os seus limites foram alterados, mediante o decreto-lei n.º 42.142, de 7 de fevereiro de 1956. Os limites e a designação atual foram fixados pela Lei n.º 56/2012, de 8 de novembro.
A população registada nos censos foi:
| Distribuição da População por Grupos Etários | Distribuição da População por Grupos Etários | Distribuição da População por Grupos Etários | Distribuição da População por Grupos Etários | Distribuição da População por Grupos Etários |
| -------------------------------------------- | -------------------------------------------- | -------------------------------------------- | -------------------------------------------- | -------------------------------------------- |
| Ano                                          | 0-14 Anos                                    | 15-24 Anos                                   | 25-64 Anos                                   | > 65 Anos                                    |
| Antes da redefinição de limites de 2013      |                                              |                                              |                                              |                                              |
| 2001                                         | 5425                                         | 5474                                         | 24267                                        | 11244                                        |
| 2011                                         | 7346                                         | 4943                                         | 26632                                        | 12115                                        |
| Depois da redefinição de limites de 2013     |                                              |                                              |                                              |                                              |
| 2021                                         | 3865                                         | 3266                                         | 16494                                        | 8554                                         |

## História

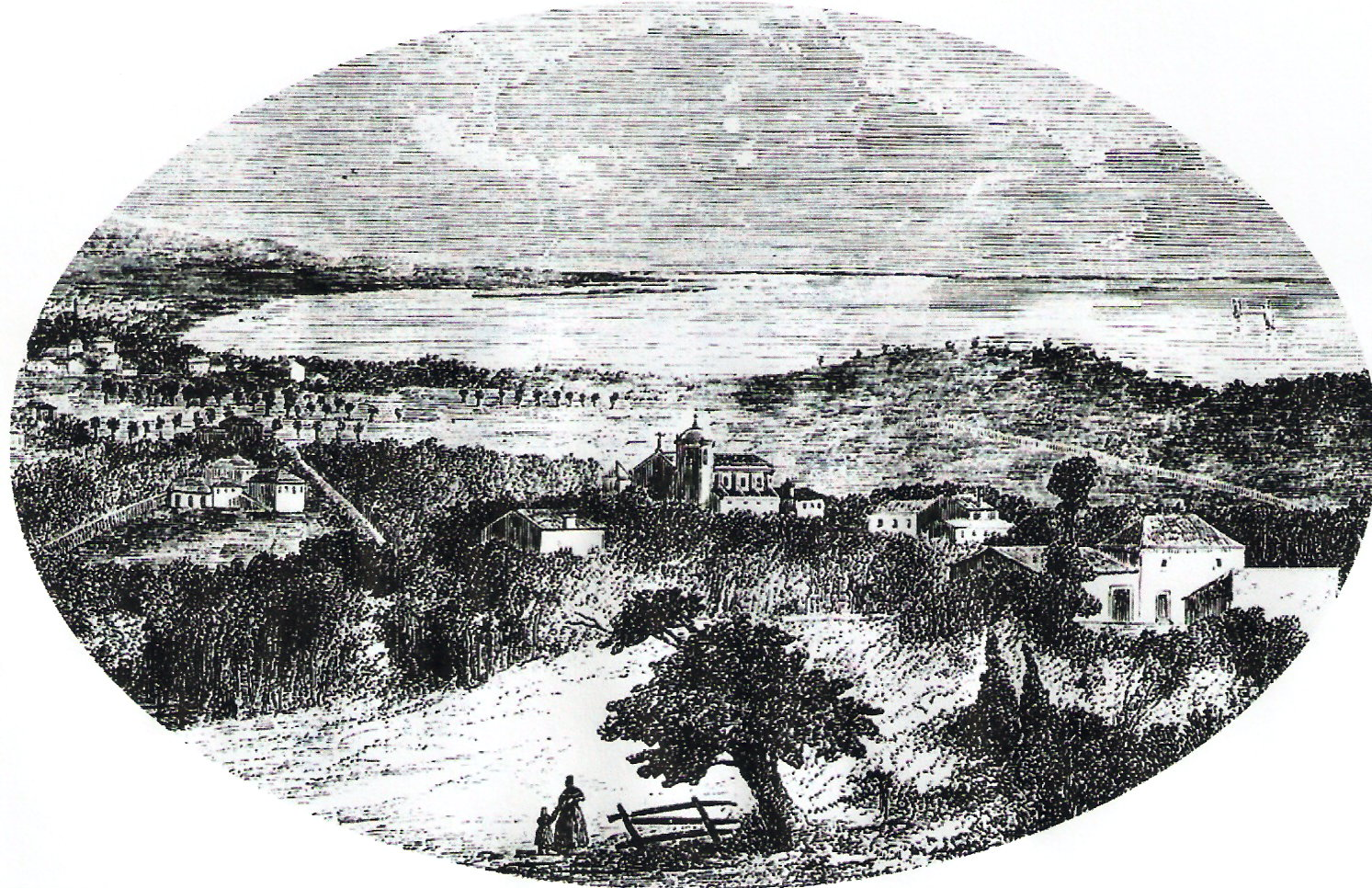
O lugar da sede dos Olivais, antes do seu aproveitamento. Gravura do século XIX. Desenho talvez do século XVI. De notar que, nesta altura, Sacavém, numa curva do Tejo, era visível do sítio do templo.

### Fundação da freguesia
A freguesia dos Olivais foi criada em 6 de maio de 1397, pelo Arcebispo de Lisboa, D. João Anes, e confirmada por bula de 1 de julho de 1400, do Papa Bonifácio IX.
A formação da nova unidade eclesiástica fez-se com terras do Termo de Lisboa. Muito anteriormente, porém, as mesmas terras pertenciam aos arrabaldes citadinos, para lá de Chelas, com a Marvila das mesquitas mouras na posse do bispado desde 1149; e, presumivelmente, à freguesia de Sacavém, constituída no século XII, talvez nos sítios dos Marcos, da Encarnação e da Portela. Limites vagos e oscilatórios.

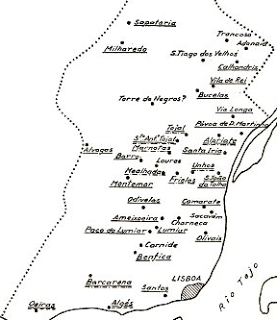
Mapa do Termo de Lisboa em 1527.

Doado à capital em 1385, por D. João I, em recompensa de serviços prestados à nação e à realeza, esse Termo de Lisboa era assim mais ou menos condensável: «todo o território do reino compreendido entre oceano atlântico, por oeste; o mesmo oceano e rio Tejo, pelo Sul; o mesmo rio por leste; e limitado ao norte, talvez, pelo rio Alcabrichel, do lado do oceano, e pela ribeira da Ota, do lado do Tejo». Logo então, consequentemente, a área da futura freguesia ficara sob a alçada municipal administrativa e policial da cidade. Esta situação perdurou até ao século XIX.

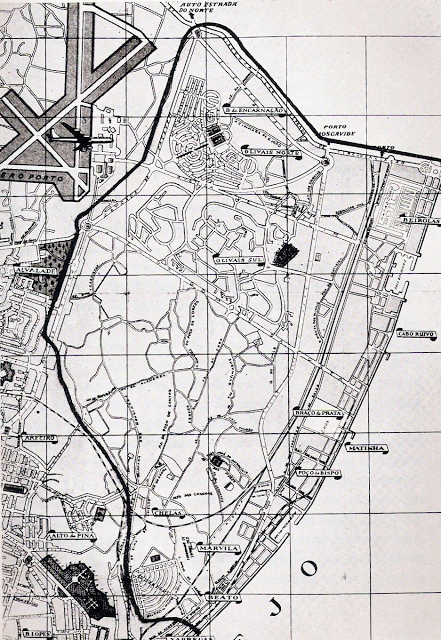
Reprodução da primitiva área da freguesia dos Olivais.

Se foi favorável a Lisboa, a doação do Mestre de Avis terá desagradado a donatários com bens incorporados nela. Pelo menos o fato deu-se com D. Nuno Álvares Pereira, senhor dos reguengos de Sacavém, Unhos, Frielas e Charneca, que apelou para o monarca. Mas, por carta de sentença da era de 13 de abril de 1429, o rei encarou sensatamente a reclamação do grande militar harmonizando os respetivos interesses: "julgamos q.a dita cidade aja as jurisdições dos ditos lugares liuremente, e husse dellas sem embargo das cartas das doações mostradas da parte do dito conde (estabre), e ssem embargo daquilo q. da sua parte he dito".

#### Igreja de Santa Maria dos Olivais
Desconhece-se a data da construção da igreja matriz. Pelo ano da formação da freguesia, contudo, podemos localizá-la, pelo menos, no século XIV, sem menção do seu ou dos seus fundadores. Parece lendário o facto, mantido pela tradição, da imagem da padroeira ter sido encontrada na cavidade de um tronco de oliveira, ocasionado o batismo da nova jurisdição: de Nossa Senhora ou de Santa Maria dos Olivais. No entanto, foi conservado na sacristia, até 1700, o referido tronco, que o vigário da época mandara arrancar e recolher.
Em 1420, a convite do próprio vigário, tiveram ali, o seu primeiro templo, a Congregação dos Cónegos Seculares de São João Evangelista. A hospitalidade do sacerdote terminou, porém, pela expulsão dos frades, devido a conjeturáveis incompatibilidades pessoais, e, por esta ou por outra razão, o Arcebispo D. Jorge da Costa, em 1483, uniu a igreja à capela de Nossa Senhora da Conceição do convento dos Lóios, perto do Castelo de S. Jorge de Lisboa, onde estavam desde 1442, cabendo àquele, até 1834, os dízimos da freguesia. A igreja dos Olivais passou a ser ou já seria "vigayraria, que apresenta o Reytor do convento de Santo Eloy" ().
Registavam-se, então, os alvores de uma época em que a freguesia — como salientou Gomes de Brito — sendo «repositório de juvenis afectos, de crenças pias, de memórias gratas e salutares», e, ao mesmo tempo, o «campo santo em que dormiam, sob as lajes mortuárias, pais, irmãos, filhos e esposas», era um fulcro de atração coletiva, de laços firmes e duradoiros.
Efetivamente, não têm conto as horas contritas ou felizes passadas sob o teto acolhedor da Virgem Maria, enquanto imensidão de corpos teve jazida no adro e na igreja, onde há ainda lajes carcomidas, sobretudo no altar-mor, lembrando nomes respeitáveis da jurisdição. Em especial, são de referir as duas capelas laterais da nave, a da esquerda de Gomes Alpoim de Brito e dos seus, com o túmulo postado à retaguarda, e a da direita ultimamente utilizada, cremos, por Diogo de Brito Delgado e familiares, residentes na Panasqueira, no seguimento, porventura, de outro proprietário mais antigo. As pias de água benta, aos lados do guarda-vento, confirmam a pertença dos utentes das duas capelas, pelos brasões nelas esculpidos, e daqui o nosso raciocínio: na da esquerda, o dos Alpoins, e, na da direita, um brasão não identificado, talvez de alguma das famílias Esteves das vizinhanças, uma com antepassados à Fonte da Pipa, ou então dos citados Britos Delgados, ligados a Ataídes, e, neste caso, sem dispositores anteriores a eles. Com brasão de armas obtido em 17 de novembro de 1573 e casado com sua prima, D. Ana de Figueiroa de Barros, Gomes Alpoim de Brito era neto de Amador Alpoim, escrivão da fazenda de D. Duarte, presidente do Senado Municipal e fundador do Morgado dos Marcos, com sede na Quinta dos Alpoins. Enviuvou em 1609 e faleceu em 25 de agosto de 1621 o citado marido de D. Ana de Barros.

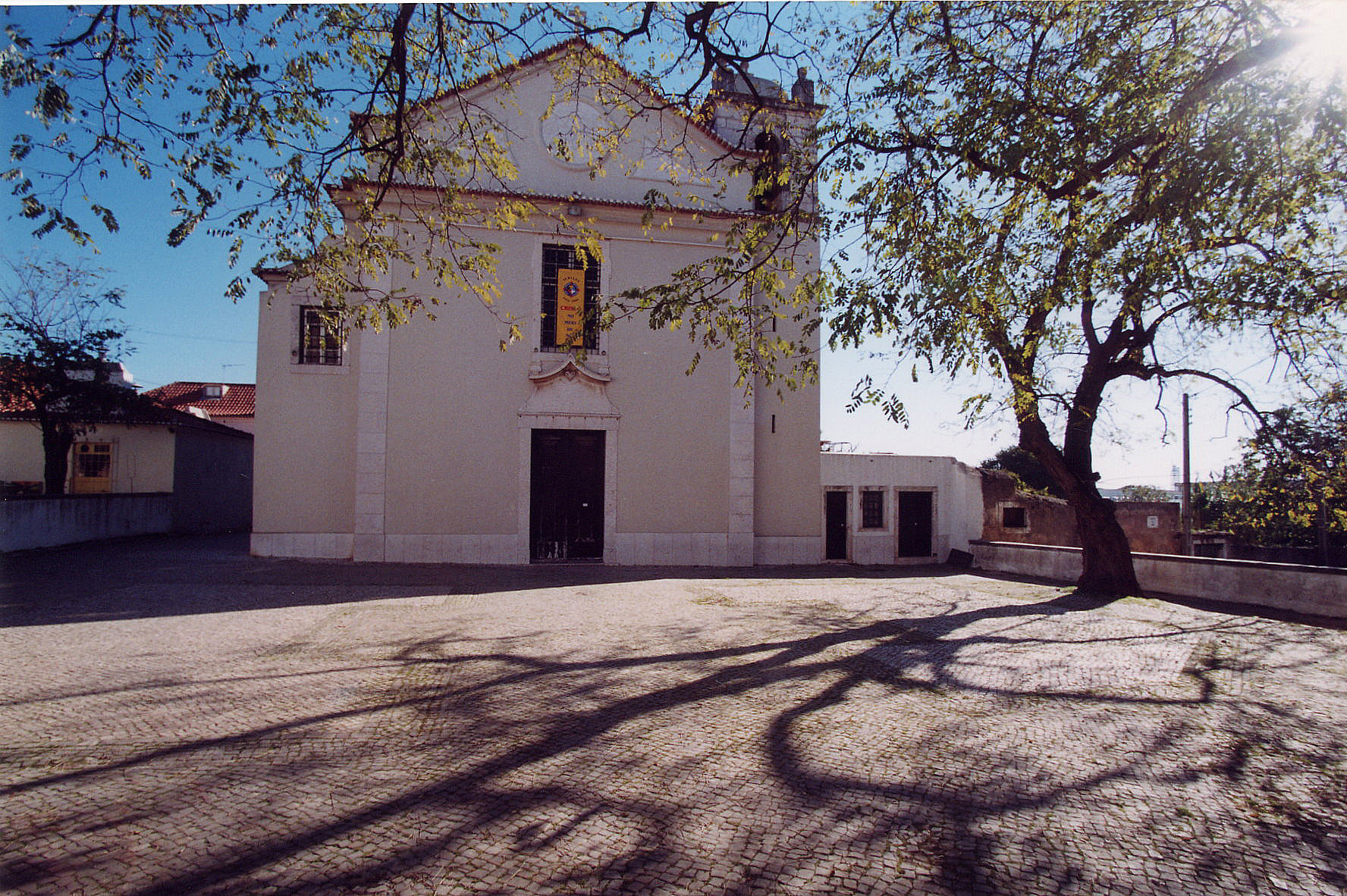
Fachada principal da Igreja Matriz de Santa Maria dos Olivais.

A proximidade de Lisboa, beneficiava, portanto, a nova freguesia, cuja área acusava imensos aglomerados; mas, em contrapartida, devesse-lhe também a lentidão progressiva do centro ocupado pela igreja, parte da modesta aldeia olivalense, em contraste com o aproveitamento mais acelerado das zonas periféricas, mormente das encostadas ao Tejo, para cá do Cabo Ruivo, consideradas, desde os primórdio, lindas cercanias olisiponenses.
Ainda assim, o ponto escolhido para erguer o templo — restaurado nos séculos XVI e XVII, reconstruído depois de 1755 e outra vez renovado no século XIX — é sensivelmente equidistante dos limites de Sacavém e da praia (portas de entrada e de saída), e domina o vale ajoelhado, até há pouco tempo, ao sopé do Vale Formoso de Cima, da Laje e da Aldeia. E o facto não parece meramente acidental.
Nossa Senhora dos Olivais teria ficado a dever-se a solicitações da respetiva população, pela impossibilidade de participar do culto das igrejas de Lisboa e de Sacavém, muito afastadas e dependentes de péssimas ligações, sobretudo no inverno, como aconteceu com a Charneca, em 6 de novembro de 1511; e nela serviram três irmandades, sob os nomes de Nossa Senhora do Rosário, das Almas e do Santíssimo, das quais só resta, atualmente, a última. Assim aconteceu também em Camarate, quanto ao número e à denominação das confrarias.

#### Limites da freguesia, lugares e propriedades principais
Ao fundar a freguesia dos Olivais, o Arcebispo de Lisboa D. João Anes traçou-lhe, evidentemente, os respetivos limites. A importante jurisdição eclesiástica ficava dentro de um perímetro em cujas maiores linhas de contorno figuravam os Marcos até Beirolas, a Panasqueira de Cima, a Portela, a Estrada de Sacavém, o Vale da Fonte do Louro, o fundo de Chelas com a encosta do lado do Alto das Conchas e toda a margem ribeirinha a partir do Grilo, findando um pouco além da atual Estrada da Circunvalação.
Tal vastidão, como sabemos, estava fracionada em lugares de pequeno relevo, com origem muito remota. Sem podermos referir os existentes no começo da freguesia, podemos repor, contudo, a prolixidade divisionária paroquial de há perto de 400 anos, hoje quase totalmente desaparecida, com o crescimento de Lisboa.
Tinha ela, com efeito, a seguinte composição, tocada por naturais oscilações, a começar do adro da igreja:
1. Castelo (ou Casas Novas) — Compreendido entre a Rua Alves Gouveia e o aldeamento situado ao fundo da Quinta do Rosal, seguido do Rio de Nossa Senhora. Propriedades: Quintas do Castelo e dos Alcobias. O nome Castelo provinha do apelido dos senhores da principal fazenda do sítio: Castelo-Branco. Tratava-se de um vínculo instituído talvez no século XVII. As Casas Novas foram, praticamente, o começo da Rua Alves Gouveia.
2. Cavalões — Encaixados entre a Estrada dos Olivais, à Fonte da Pipa, e a zona servida pela Rua Conselheiro Teles de Vasconcelos, até à Estrada da Circunvalação. Propriedades: Quintas da Fonte da Pipa, do Murtório, do Conde dos Arcos, dos Cavalões, das Cortes, do Leal, do Furreta e da Barroca. Convém saber que a Fonte da Pipa constituía, em meados do século XVIII, um lugar em que figuravam as quintas posteriormente alinhadas no título de Azinhaga da Fonte.
3. Alaguesa (Desdobramento da Panasqueira) — Colocada ao longo da Azinhaga com o mesmo nome, numa pequena elevação que dominava os Cavalões. Propriedades: Quinta dos Serrões e da Panasqueira.
4. Panasqueira  — Abrangendo, grosso modo, o atual Bairro da Encarnação. Estava dividida, no século XVIII, em três grandes parcelas: Panasqueira de Cima, do Meio e Debaixo, à primeira se tendo dado, posteriormente, o nome de Encarnação, da invocação de uma parcela local. Propriedades: na primeira parte, Quinta do Morgado e Casal do Palricas; na segunda, Quintas da Chouriceira e do Archeiro; e, na última, Quintas do Caldas, das Portas de Ferro, de São João e da Torre. A Quinta do Caldas era formada pelos Casais do Sardo e do Poceiro e por diversas terras, como as da Madalena, dos Botelhos e dos Cavalões.
5. Portela  — Confinada ao espaço hoje ocupado pelo Campo de Aviação, Rotunda do Aeroporto e terrenos urbanizados colocados a norte, limitando-a a Fontainha, a Bela-Vista, o Vale de Alcaide e a Panasqueira. Propriedades: Quintas dos Padres Trinos, do Caldas (formada por um conjunto de fazendas), de Belmonte e da Graça. Havia um pequeno aglomerado de casas, algumas de andar. Pontificou ali o marquês do Louriçal.
6. Estrada de Sacavém  — Representada, pela parte unida à Bela-Vista da Avenida Gago Coutinho. Propriedades: Quintas do Amândio, do Chacão, da Fonte Coberta, dos Goiais Vermelhos, da Noiva, da Fonteira e de Santo António.
7. Fonte do Louro  — Compreendida pelos dois lados da Azinhaga do Pombeiro e pelo lado direito, de quem vem, da Azinhaga da Fonte do Louro. Propriedades: na primeira artéria, Quintas do Pombeiro e do Polão; na segunda, Quintas da Fonte do Louro, do Grilo, do Ferrador e de Santa Cruz.
8. Bela-Vista  — Limitada aos dois lados da Azinhaga das Teresinhas, desde o começo da ladeira que termina na Avenida Gago Coutinho, até à confluência com a Azinhaga do Pombeiro e com a Azinhaga dos Mouzinhos. Propriedades: Quintas das Teresinhas, do Alpoim, da Ladeira, do Jurze, dos Alfaiates, da Bela-Vista (Nova), da Bela-Vista, de Santana, de São José, do Penha, da Flamenga e da Conceição.
9. Malapos ou Malapados  — Encaixados entre a Azinhaga da Flamenga e a Azinhaga de Poço de Cortes, partindo do Largo do Broma. Propriedades: antes do Largo do Broma, Quintas dos Malapos, dos Malapados, dos Malapinhos, dos Malapos, dos Mouzinhos, da D. Rosa, do Armador e da Maruja; e a partir do largo, Quintas de São Pedro dos Peixes, do Sarilho, das Conchinhas, da Farinheira e Casais da Malteza e do Saragoça.
10. Alto das Conchas (ou Alto de Chelas)  — Instalado no cimo da Calçada do Perdigão, sendo também servido pelas Azinhagas da Salgada e do Ferrão. Propriedades: Quintas do Perdigão, da Concha e da Salgada.
11. Prestes  — Sítios aquém do Poço de Cortes e a ele contíguos, servindo-os a Azinhaga do Ferrão (antiga Azinhaga do Prestes). Propriedades: Quinta do Alho, do Condado e do Ferrão.
12. Cruz das Veigas  — Colocada de ambos os lados da Azinhaga das Veigas e em parte da Rua de Marvila. Propriedades: Quintas das Veigas, do Bacalhoeiro, e Horta das Veigas.
13. Chelas (parte)  — Principiando na parte final de Chelas e servida pela Calçada dos Vinagreiros, pela Rua de Cima de Chelas e pela Azinhaga do Planeta. Propriedades: além da cerca do mosteiro e de várias hortas (6 do conde de Sandomil, no século XVIII), as Quintas do Manuel Emílio, da Chanca, do Ferrador e das Castelhanas ou do Ourives. Das hortas saíram as Quintas do Canto, do Paló, da Sarda e do Borda-d'água.
14. Grilo  — Servido pela antiga Rua Direita do Grilo, com fim no Beato. Propriedades: além das cercas do convento dos Grilos e do mosteiro das Grilas (esta formada pela Quinta de Gonçalo Vasques da Cunha), as Quintas do Duque de Lafões, das Pintoras, de Santa Filomena e o Casal da Ilha. As três últimas fazendas estavam por trás do Grilo, duas delas servidas também pela Azinhaga do Bruxo.
15. Marvila (ou Herdade)  — Encaixada, da parte do rio Tejo, entre o Convento de São Bento e a Praça David Leandro da Silva; e, da parte de cima, entre a Azinhaga dos Alfinetes e as Ruas Direita de Marvila e José do Patrocínio, atravessando-a a Rua de Marvila. Propriedades: em baixo, Quintas da Murta, do Cotrim, da Mitra, do Mosteiro de Marvila e da Pedreira; e, em cima, Quintas dos Alfinetes, das Fontes, do Brito, do Marquês de Marialva, do Mosteiro de Marvila, da Chiteira, da Peramanca, do Marquês de Abrantes, de Santana, do Chalet, dos Padres, das Flores, da Azinhaga e das Claras.
16. Poço do Bispo — Limitado pela Praça David Leandro da Silva, pela Rua do Telhal, pelo começo da Rua do Vale Formoso Debaixo e pelo rio Tejo. Propriedades: Quintas do Valadares, da Horta Nova e da Horta Velha (ou Horta da Fome). Aglomerado de casas abarracadas e de andar com lojas e armazéns, de ambos os lados da rua, num total de 11 proprietários, em 1791.
17. Vale Formoso Debaixo — Encaixado entre a Rua Zófimo Pedroso e o apeadeiro de Cabo Ruivo. Propriedades: Quintas do Intendente, da Atouguia, do Conceição, dos Quatro Olhos, do Guilherme Adam, da Matinha (outrora a célebre Quinta do Braço de Prata), do Lacerda, dos Padres Vicentes, do Baptista, de Santo António, dos Ingleses e dos Prazeres.
18. Cabo Ruivo — Limitado pelo morgado de Vale Formoso Debaixo (com sede na Quinta do Lacerda) e pela retaguarda da Quinta dos Moinhos. Propriedades: Quinta do Cabo Ruivo e Casal do Cabo Ruivo.
19. Vale Fundão — Colocado à esquerda da Rua do Vale Formoso de Cima, para quem seguisse do ponto das Panelas, sendo atravessado pela azinhaga do mesmo nome. Propriedades: Quintas do Lebre e das Queimadas, Casal do Macedo e Quinta do Leal.
20. Vale Formoso de Cima — Delimitado pela extrema direita de Marvila e pelo sítio de São Cornélio, sendo atravessado pela Azinhaga do mesmo nome. Propriedades: Quintas das Panelas, dos Pequeninos, do Tim-Tim (fusão das Quintas da Cadela, de São Brás e do Baptista), do Alfenim, do Troca, das Amendoeiras, do Desterro, do Brincão e dos Paios.
21. Mesquitas (desdobramento de Poço de Cortes) — Rodeadas, grosso modo, pela Lage, Poço de Cortes, Vale Formoso de Cima e Vale Fundão. Propriedades: Quintas da Cera, do Alentejão, da Alfarrobeira e das Mesquitas.
22. Poço de Cortes — Limitado pelo Prestes, Mesquitas, Lage, Castelo Picão, Portela e Vale de Gralhas. Propriedades: Quintas do Pinheiro, do Patacão, do Desembargador, da Conceição, da Peça, da Fidalga, da Joaninha, dos Lóios, da Raposa de Cima, do Santos e da Cerca.
23. Vale de Gralhas — Colocado por trás dos Malapados, da Bela-Vista e da Portela, sendo flanquados, à direita de quem venha do Prestes, por Poço de Cortes. Propriedades: Quintas das Areias e da Raposa Debaixo e Casal das Gralhas.
24. Lage — Metida entre Castelo Picão, Poço de Cortes, Jardim e São Cornélio e atravessada pela rua e azinhaga do mesmo nome. Propriedades: Quintas da Chapeleira e da Lage, Casal da Lage e Quintas do Secretário (ou da Lage), do Tenente e de Montalvão.
25. Jardim (desdobramento da Lage) — Encostado à Lage, com limite até ao Vale Formoso de Cima e atravessado pela Rua das Flores. Propriedades: Quintas do Cabecinho, do Jardim e da Pilada. Ao fundo da mesma rua e também servido pela Rua Conselheiro Dias Ferreira, o Convento de São Cornélio.
26. Castelo Picão — Rodeado por Poço de Cortes, Vale de Alcaide, Portela e fazendas da Azinhaga da Fonte. Propriedades: Quintas do Contador-Mor, dos Feios, do Castelo Picão, do Alho e do Caldeirão.
27. Vale de Alcaide (desdobramento da Portela) — Cercado pela Portela, Castelo Picão e Panasqueira. Propriedades: Quintas do Forno Novo, do Passarinheiro, de Santo António, do Vale de Alcaide e Casal de Meireles.
28. Azinhaga da Fonte — Colocada entre a Rua Conselheiro Dias Ferreira e a Praça Mota Veiga. Propriedades: Quintas da Galharda, da Fonte e do Rosal.
29. Rossio — Propriedade: Quinta de Santo António da Boiça, outrora do Conde de Sabugal, de Óbidos e da Palma.
30. Tanque Velho (outrora designado por Arrabalde) — Compreendido entre o Rossio e a Aldeia, servido pela estrada do mesmo nome, hoje Rua Conselheiro Mariano Carvalho. Propriedades: Quintas do Almada, do Conde de Soure e de Feijão.
31. Hortas — Situadas entre a Centeeira, as traseiras das Quintas do Feijão e do Capitão e os Moinhos de D. Garcia. Propriedades: Quintas da Centeeira, da Ché, da Quintinha, dos Buracos e Horta dos Buracos.
32. Moinhos de D. Garcia — Colocados entre o Tejo, o Cabo Ruivo, as Hortas e a Rua Conselheiro Mariano de Carvalho. Propriedades: Quintas dos Pregos e dos Moinhos (o Recolhimento Carmelita), parcela dos Moinhos de D. Garcia e Quintas da Praia, da Barroca e das Varandas. Aberta a Rua Nova, talvez no século XVII, a Quinta das Varandas ficou à entrada, à direita, sob o n.º 1.
33. Aldeia — Postada a seguir ao Tanque Velho, na Rua Mariano de Carvalho. Propriedades: Quintas do Souto ou de Vila Quente e do Roxo.
34. Beirolas (a que juntamos as vizinhanças) — Delimitadas pelo Largo de Beirolas e a Rua Conselheiro Mariano de Carvalho, próximo da praia, atravessando a zona as Ruas Conselheiro Ferreira do Amaral, Conselheiro Lopo Vaz, de Moscavide e Estrada da Circunvalação. Propriedades: Quintas do Salto, do Brito, de São Bento, da Letrada, do Paiva, das Laranjeiras, de Santo António, de Buscavides e de Beirolas.
35. Marcos — Colocados entre Beirolas e a Quinta do Ferro, compreendendo a antiga freguesia de Moscavide. Propriedades: Quintas dos Marcos, do Jogo da Bola, do Alpoim, Casal do Machado e Quintas do Candeeiro, do Cabeço e da Alegria.
36. Murteira — Sita entre o Rossio, os Cavalões e a Estrada da Circunvalação, sendo atravessada pela Travessa das Courelas. Propriedades: Quintas das Courelas e da Murteira.

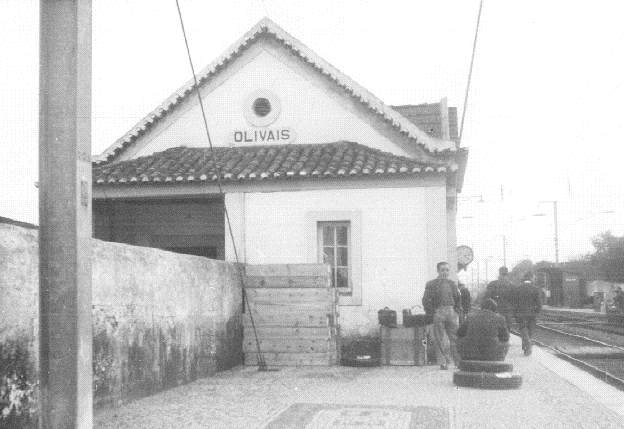
Vista da Estação Ferroviária dos Olivais na Linha do Norte, inaugurada em 28 de outubro de 1856, integrando o primeiro troço do caminho de ferro em Portugal.

As quintas citadas, na sua maior parte, como é intuitivo, não representam a primitiva feição divisionária dos lugares da freguesia, pois eram constituídas, na sua quase totalidade, pela junção de diversos prazos. Quer dizer, na maior parte dos casos, primeiramente as courelas, depois as quintas; sabendo-se que, em dada altura, esses retalhos tinham geralmente, o domínio direto na posse das comunidades religiosas, principalmente as da freguesia. Em contrapartida, os grandes tratos iniciais foram parcelados em diversas fazendas, com o andar do tempo, ficando assim graduados por padrão modesto, mais adaptado ao tipo logradoiro sossegado, aspirado pela nobreza.
Logradoiros — compreenda-se — sem condições de viabilidade económica, pelo seu tamanho reduzido. Por isso andavam frequentemente arrendados ou aforados, sobretudo a partir do século XVIII, devido aos prejuízos da exploração direta. Abolidos os morgadios, em 1863, enfiteutas e rendeiros substituíram, em grande número, a fidalguia; surgindo, ao mesmo tempo, uma plutocracia variada, que atenuou o fracasso dos limites restritos com a acumulação de fazendas, quando a intenção era meramente agrícola, ou investindo neles organizações industriais, quando aquele objetivo se não registava. Os dois expedientes não eram originais, pois já vinham de longe, embora pouco generalizados. Através de épocas diversas, foram grandes proprietários olivalenses, por exemplo: o duque de Palmela, o conde dos Arcos, o conde da Palma e de Óbidos, o visconde de Juromenha, o conde de Figueiró, o desembargador Caldas, o marquês de Louriçal, o João José Bastos, o Alves Gouveia, o visconde dos Olivais, os Patacões, o João Ferreira Troca, o Dr. Diogo Sequeira Pinto e o Dr. Marténs Ferrão.
Possuem as referidas propriedades, por outro lado, a sua história, que os intuitos e a pequenez deste trabalho não comportam. Todavia, conhecendo os vínculos mais antigos e mais importantes da jurisdição, saberemos alguma coisa dos fundamentos do vasto edifício representado pela evolução desses bens rurais, irradiante de certezas fascinantes, dignas de menção.

### Séculos XVII e XVIII: Evolução administrativa e territorial
Muito fragmentada, para se emparcelar progressivamente, em âmbito pouco lucrativo, a freguesia dos Olivais foi, até ao fim do século XIX, um logradouro apetecível da fidalguia lisboeta, condenado pela evolução, como sucedeu com as freguesias vizinhas. Zona essencialmente de regalo, por conseguinte, de veraneios e, muito mais tarde, de retiros, afamados na Estrada de Sacavém, a despeito do seu contributo para o aprovisionamento citadino, serviu de alvo, como era de esperar, ao crescimento de Lisboa, sob um lento processo de anexação. São desse processo as seguintes fases, à margem subalterna da freguesia, inerente à sua participação no Termo.
Primeiramente, a lei de 20 de agosto de 1654, pela qual foram anexadas aos bairros de Lisboa, para efeitos de repressão e julgamento criminais, as freguesias do Termo, sem a sua inclusão, contudo, na área deles. Extingui-se, a seguir, o cargo de Corregedor do Crime do Termo, ficando sujeitos aos corregedores da cidade os 42 julgados em que aquele superintendia, de que participava, naturalmente, o dos Olivais.
Por essa altura, uma grande parte da freguesia olivalense era considerada, vulgarmente, zona integrada na capital, de tal forma os extremos de ambas se confundiam e de tal modo os da primeira se valorizavam com o lucrativo contato com os da segunda.
No entanto, os limites da bonita urbe, fixados por decreto de 3 de dezembro de 1755 e confirmados por alvará de 12 de maio de 1758, estendiam-se, do lado do Tejo, até Santa Apolónia, partindo os Olivais do Vale de Chelas. Do lado de Sacavém, as demarcações da freguesia abrangiam os Marcos, a Encarnação, a Portela e a Estrada de Sacavém, na face anexa à Bela Vista.
Em 1756, isto é, pouco tempo volvido, amputou-se, pela primeira vez, a enorme superfície oriental, com o funcionamento da nova freguesia do Beato, que lhe tirou Chelas, Fonte do Louro até à Cruz do Almada, Rua Direita de Marvila, Grilo, Beato e Poço do Bispo. Implantada, oficialmente, em 1770, a valiosa jurisdição foi alterada pelo plano de 1780, que restituiu a Rua Direita de Marvila aos Olivais; vindo a participar, em 1811 e 1834, da divisão citadina em 13 bairros, figurando no de Alfama.
Posterior divisão judicial, aprovada por decreto de 7 de agosto de 1835, assentou em seis julgados, cada qual com o seu Termo. O do bairro de Alfama compunha-se das freguesias de São Bartolomeu da Charneca, Campo Grande, São João da Talha, Santa Iria da Azoia, Olivais, Sacavém, São Tiago dos Velhos e Vialonga. Em 21 de maio de 1841, estes moldes serviram a nova divisão administrativa de Lisboa, agora reduzida, portanto, a seis bairros, com Termos quase iguais aos dos julgados, encontrando-se os Olivais, neste setor, a participar também de Alfama.

### Século XIX: O concelho dos Olivais
O concelho dos Olivais foi criado por decreto de 11 de setembro de 1852, do Ministério do Reino, que fixava novos limites à cidade de Lisboa.
Enquanto não houvesse eleições municipais, o governador civil de Lisboa nomearia, para o novo concelho, uma Comissão Administrativa, à qual competiam as funções inerentes às câmaras. No entanto, todas as funções que as leis e os regulamentos conferiam às câmaras, a respeito de recenseamentos e eleições, enquanto estas não se efetuassem, seriam exercidas, no concelho dos Olivais, pela Câmara Municipal de Lisboa.
Por outro lado, o Governo indicaria um edifício do Estado para servir de Paços do novo concelho. Continuariam a pertencer a Lisboa as administrações das propriedades que exercia no território delas desanexado. O produto dos impostos municipais que a Câmara Municipal de Lisboa tivesse arrematado até à fundação do concelho dos Olivais continuaria a ser arrecadado pela respetiva Câmara, até final do prazo das respetivas arrematações. Também se manteria a cargo da Câmara Municipal de Lisboa a despesa a fazer, no concelho dos Olivais, com a iluminação pública e conservação das calçadas, até o assunto ser regulamentado, obrigando-se o Governo, simultaneamente, a entregar, à Câmara dos Olivais, anualmente, uma prestação equivalente à despesa que a Câmara Municipal de Lisboa fazia, no território do referido concelho recém-criado, com dois citados encargos. Finalmente, o Governador Civil de Lisboa fixaria, provisoriamente, dentro de 60 dias, contados a seguir à publicação do decreto, os limites do novo concelho; os quais após um ano decorrido, se tornariam definitivos, mediante proposta do mesmo governador, acompanhada de informações das autoridades competentes e das reclamações havidas, proposta dependente da respetiva deliberação governamental, confirmativa ou alterante..
Por outro decreto da mesma data (11 de setembro de 1852), do Ministério da Fazenda, o Governo aboliu a cobrança de impostos que se fazia na parte de Lisboa, incorporada no concelho dos Olivais; e igualou o território compreendido fora dos limites de Lisboa, quanto a pagamento de impostos, aos dos outros concelhos do reino, salvo as exceções que obrigavam ao pagamento, pelo citado concelho dos Olivais, das seguintes imposições: 10 réis por cada canada de vinho vendido a miúdo, nos mesmos termos em que pagava o real de água; 15 réis por arrátel de carne verde, compreendendo-se neste direito o real de água e os 3 réis adicionais; e uma taxa, a decretar, como licença anual devida pelas casas de venda de líquidos, por grosso e por miúdo. A cobrança da taxa incidente sobre o comércio de líquidos e a de 15 réis por arrátel da carne verde só entraria em vigor a partir de 1 de janeiro de 1853.

#### Limites do concelho dos Olivais

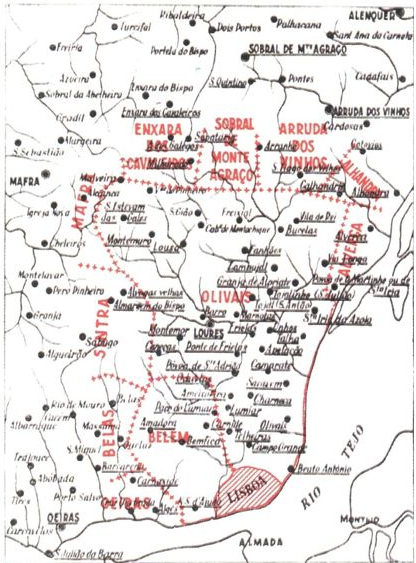
Mapa dos Limites Territoriais do Município dos Olivais em 1852.

Em 13 de outubro de 1852, o Governador Civil de Lisboa, D. Francisco de Almada, conde de Tavarede, limitando o concelho dos Olivais, nos termos decretados, considerou-o constituído pelas seguintes 22 freguesias: Beato, Sacavém, Olivais (sede do município), Talha, Vialonga, Fanhões, Lousa, Unhos, Frielas, Santo Estêvão das Galés, Tojalinho, Tojal, Bucelas, Loures, Ameixoeira, Póvoa, Apelação, Camarate, Charneca, Lumiar, Campo Grande e São Jorge de Arroios (a parte extramuros da linha de circunvalação). Esta parte da freguesia de São Jorge de Arroios (extramuros) ficou reunida, para os efeitos civis, à freguesia dos Santos Reis do Campo Grande. E, em 22 do mesmo mês de outubro, a Comissão Administrativa foi empossada pela mesma autoridade superior, ficando assim constituída: visconde de Juromenha, João Lemos Pereira de Lacerda, presidente, e Domingos Correia Arouca, João da Costa Carvalho, António Dias de Sousa, Francisco de Assis Boaventura e João Câncio Matos, vereadores.
Entre 1852 e 1886, Santa Maria dos Olivais foi sede do concelho dos Olivais, um grande município, eminentemente rural, que abarcava vinte e quatro freguesias, a saber:
| Freguesias do concelho dos Olivais | Freguesias do concelho dos Olivais                                               | Freguesias do concelho dos Olivais | Freguesias do concelho dos Olivais |
| ---------------------------------- | -------------------------------------------------------------------------------- | ---------------------------------- | ---------------------------------- |
| Olivais (sede do município)        | Campo Grande                                                                     | Beato                              | Sacavém                            |
| Loures                             | Odivelas (a partir de 1885)                                                      | Vialonga                           | Unhos                              |
| Frielas                            | Santo Estêvão das Galés                                                          | Tojalinho                          | Tojal                              |
| Bucelas                            | Lousa                                                                            | Ameixoeira                         | Póvoa                              |
| Apelação                           | Camarate                                                                         | Charneca                           | Lumiar                             |
| Talha                              | São Jorge de Arroios (extramuros) (a parte extramuros da linha da circunvalação) | Carnide (a partir de 1885)         | Fanhões                            |

Ocupava uma superfície de aproximadamente 223 km² e tinha uma população de 25 495 habitantes, em 1864, e de 29 491 habitantes, em 1878.
O edifício sede da Câmara Municipal dos Olivais situava-se no Largo do Leão, em São Jorge de Arroios. Este edifício ainda existe, estando hoje ocupado pela Escola Profissional de Artes, Tecnologias e Desportos (EPAD), depois de ter sido durante muitos anos uma escola primária.
Em 1885, na sequência da extinção do concelho de Belém, as freguesias de Carnide e de Odivelas foram integradas no concelho dos Olivais, embora apenas por um ano.
Em 1886, as freguesias mais meridionais foram integradas na cidade de Lisboa, e no ano seguinte a sede do município foi transferida para a povoação de Loures, sendo assim formalmente extinto o concelho dos Olivais e instituído o novo concelho de Loures. A freguesia de Santo Estêvão das Galés passou para o concelho de Mafra. Para além disso, provisoriamente, as freguesias de Camarate e Sacavém (intramuros) permaneceram ainda integradas em Lisboa até 1895, altura em que transitaram definitivamente para o concelho de Loures.

#### Brasão de Armas

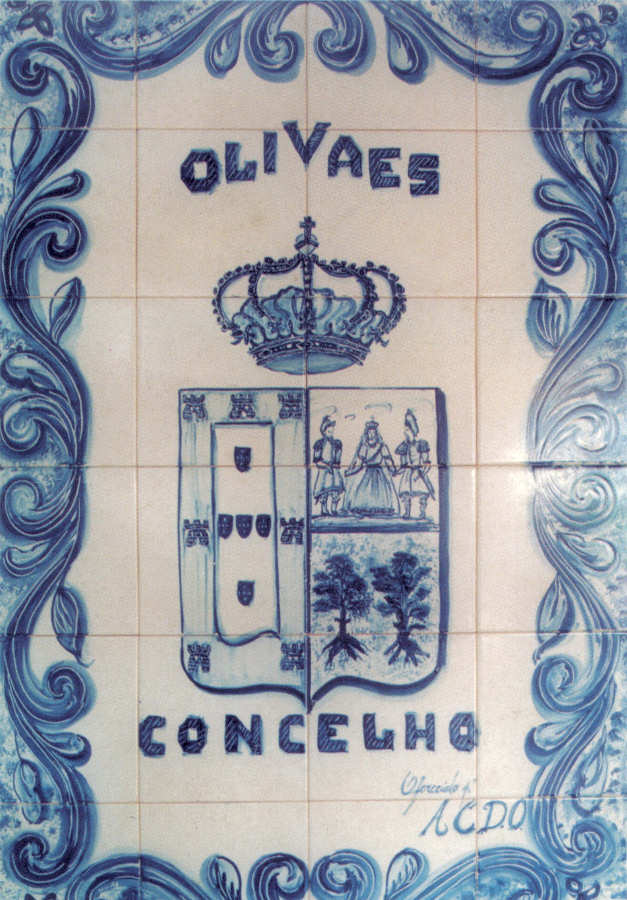
Brasão de Armas da Câmara Municipal dos Olivais.

O brasão de armas da Câmara Municipal dos Olivais foi conferido por decreto de 25 de julho de 1860, com a seguinte descrição:
| “ | «Um escudo dividido em pala tendo na primeira as armas de Portugal e, na 2.ª, dividida em dois quartéis, no superior, em campo azul, a rainha Santa Isabel, estando à direita o rei D. Dinis, seu marido, e, à esquerda, seu filho, o infante D. Afonso, todas as três figuras em prata, com coroas e espadas de ouro; no quartel inferior, em campo de ouro, duas oliveiras, da sua cor, tudo encimado com coroa real». | ” |
|   | — Decreto de 25 de julho de 1860 das Cortes Gerais do Reino de Portugal. |   |

Simbolizavam estas armas as pazes feitas pela rainha Santa Isabel entre seu marido e seu filho, em Alvalade, no ano de 1323.

#### Início da Industrialização
A construção do caminho de ferro, em 1856, desencadeou a fixação de indústrias que beneficiavam quer da proximidade da linha férrea, bem como da proximidade do porto fluvial dos Olivais, que se manteve durante muito tempo em complementaridade com o transporte ferroviário.

#### "Extinção" do concelho
Dentro do princípio de que os centros urbanos progressivos absorvem as áreas rústicas confinantes, com tendências atuais insuperáveis, o concelho entrou no ocaso, porém, em fins do século XIX.
Realmente, por decreto de 18 de julho de 1885, o município de Lisboa anexou ao concelho dos Olivais as freguesias do Beato, Charneca, Ameixoeira, Lumiar, Campo Grande e a própria freguesia dos Olivais.
No entanto, o concelho dos Olivais manteve-se e, em contrapartida, sendo extinto o concelho de Belém, as suas freguesias de Carnide e de Odivelas passaram para o concelho dos Olivais por decreto de 8 de outubro de 1885.
Entretanto, remodelação administrativa e judicial feita por decreto de 24 de outubro de 1885, subtraiu a freguesia de São Estêvão das Galés ao concelho dos Olivais, para a incluir no concelho de Mafra. Mais tarde, por decreto de 22 de julho de 1886, Sacavém e Camarate foram adicionadas ao concelho de Lisboa, no qual se mantiveram até 1895, data em que transitaram para o concelho de Loures.
Entretanto, em consequência do decreto de 18 de julho de 1885 e também por força do decreto de 17 de setembro de 1885, a divisão de Lisboa sofrera, igualmente, modificações, assentando em quatro bairros; «numerados de um a quatro, cada um deles com cinco paróquias civis e estas formadas por um número variável de freguesias eclesiásticas, no número de 44».
Os Olivais ficaram no primeiro bairro, sendo a sede do município transferida para a povoação de Loures, que passa a constituir a sua denominação, conforme a Carta Régia então firmada pelo Rei D. Luís I e publicada no Diário do Governo de 26 de Julho de 1886, facto pelo qual esta data é considerada a da criação do concelho de Loures e constitui o respetivo feriado municipal. Não obstante, em parte nenhuma é mencionada a "extinção" do Município dos Olivais que, em bom rigor, pode considerar-se que continua a existir, com o nome "de Loures" e amputado de parte substancial do seu primitivo território.
A Câmara Municipal dos Olivais reuniu, pela última vez como tal, nos Paços do Concelho, agora situados fora do seus limites, no Largo do Leão, em 30 de dezembro de 1886. A vereação era composta por esta forma: presidente, Barão de Vale Formoso, Tomás António Barbosa Leitão; vice-presidente, João Antunes Pomba; e vereadores, Manuel Rodrigues Azevedo, Olegário Luís António de Sousa, Joaquim Marques Ferreira, Fernando Silvestre Alves e Francisco Pereira Pedroso. Em 2 de janeiro de 1887, a edilidade deu posse, nos mesmos paços, à vereação da nova Câmara Municipal de Loures, que efetuou, posteriormente a sua primeira sessão. No dia 3, a mesma vereação reuniu, extraordinariamente, para tratar de obras, como a do novo cemitério de Loures, de arrematações urgentes, da iluminação pública, do pessoal municipal e da limpeza de algumas freguesias. A sua primeira sessão ordinária decorreu em 7 de janeiro, mantendo-se a Câmara nos Paços do "extinto" concelho dos Olivais até julho. A sessão do dia 7 foi já efetuada em instalações próprias no Palácio dos Marqueses da Praia, no lugar da Mealhada.

#### Desagregação da parte extramuros do Sítio dos Marcos (Moscavide)
A 26 de setembro de 1895, foi aprovado um decreto que desagregou a parte extramuros do Sítio dos Marcos da freguesia dos Olivais, unindo-a ao recém-criado concelho de Loures.
Mais tarde, pelo Decreto n.º 15 222 de 23 de março de 1928, na parte extramuros do Sítio dos Marcos fundou-se a freguesia de Moscavide.

### Século XX
Principiando a vigorar em 1903, a última barreira fiscal da cidade teve os seguintes postos, na antiga jurisdição criada por D. João Anes: na Encarnação, cujo prédio ficava em frente da igreja local, demolida em 1940; na Quinta do Cabeço; em Moscavide; na Rua Conselheiro Mariano de Carvalho, n.ºs 5 a 7; em Cabo Ruivo, com instalação em Vale Formoso de Baixo, no n.º 198-A, que foi demolida; em Braço de Prata, em frente ao Arco das Panelas; e no Beato, com prédio em Marvila.
Em 7 de fevereiro de 1959 foi aprovado um decreto que alterou a divisão administrativa de Lisboa, criando novas freguesias e ajustando as existentes. Devido a ele a enorme freguesia dos Olivais ficou reduzida aos seguintes limites: «Partindo da margem do Rio Tejo, perto do Cabo Ruivo, segue para noroeste, pelo eixo da II Circular de Lisboa, e, depois de passar pela rotunda do aeroporto, continua, cerca de 1100 metros, pelo eixo do troço projetado da referida circular, até ao ponto em que mais se aproxime da mesma circular a pista mais extensa do aeroporto de Lisboa (pista N.E.-S.W.); daqui segue, contornado o campo de aviação, pelo lado ocidental (pela estrema dos terrenos reservados pela Direcção-Geral da Aeronáutica Civil para ampliação das pistas), até atingir a estrada da circunvalação que limita a cidade e concelho de Lisboa; continua para leste pela estrema do concelho, até ao rio Tejo; inflete, finalmente, para sul, prosseguindo pela margem do rio, até ao ponto de partida». O colosso transformou-se numa sombra do passado, figurando, a partir desse momento, no quarto bairro de Lisboa.
Na década de 1960, com a ocupação das propriedades regionais, já na posse da Câmara de Lisboa, a freguesia ganhou, em equipamento imobiliário e humano, o que diminuíra, sucessivamente, em proporções, perdendo as suas características rústicas e divisões pitorescas, mantidas durante perto de 600 anos.

### Século XXI

Desmembramento e ajustes aos limites da antiga freguesia de Santa Maria dos Olivais para a criação em 2012 da nova freguesia dos Olivais

Em 2012, no âmbito da reorganização administrativa da cidade de Lisboa, a freguesia de Santa Maria dos Olivais (então renomeada Freguesia dos Olivais) foi desmembrada, perdendo cerca de 25% do seu território (a zona ribeirinha da antiga Expo '98) para a nova freguesia do Parque das Nações, para além de sofrer alguns ajustes nos limites com outras freguesias vizinhas.

## Geografia

### Localização
O termo da freguesia está delimitado por:
- Avenida Marechal Craveiro Lopes (Segunda Circular): estabelece a sul o limite com a freguesia de Alvalade;
- Praça do Aeroporto (Rotunda do Relógio): estabelece a sul o limite com as freguesias de Alvalade e de Marvila;
- Avenida Marechal Gomes da Costa: estabelece a sul o limite com a freguesia de Marvila;
- Avenida Infante D. Henrique: estabelece a nascente o limite com a freguesia do Parque das Nações;
- Praça José Queirós: estabelece a nascente o limite com a freguesia do Parque das Nações e a freguesia de Moscavide e Portela, situada no município de Loures;
- Término do município: estabelece a norte o limite com as freguesias de Moscavide e Portela, de Sacavém e Prior Velho e de Camarate, Unhos e Apelação, situadas no município de Loures;
- Avenida Santos e Castro: estabelece a poente o limite com as freguesias de Santa Clara e Lumiar.

### Freguesias limítrofes
| Noroeste: Santa Clara e Camarate, Unhos e Apelação | Norte: Camarate, Unhos e Apelação, Sacavém e Prior Velho e Moscavide e Portela | Nordeste: Parque das Nações e Moscavide e Portela |
| Oeste: Santa Clara e Lumiar                        |                                                                                | Este: Parque das Nações                           |
| Sudoeste: Lumiar e Alvalade                        | Sul: Alvalade e Marvila                                                        | Sudeste: Marvila e Parque das Nações              |

### Bairros
Geograficamente e tradicionalmente, divide-se nos seguintes bairros:
1. Olivais Norte, Quinta do Morgado, Quinta da Barroca e Seminário: situado entre as artérias Avenida Cidade do Porto (Segunda Circular), Rua Quinta de Santa Maria, Circular Norte, Rua dos Lojistas, Rua Capitão Santiago de Carvalho, Avenida Dr. Francisco Luís Gomes, Praça José Queirós e Estrada da Circunvalação;
2. Encarnação: situado entre as artérias Avenida Cidade do Porto (Segunda Circular), Avenida de Berlim, Avenida Dr. Francisco Luís Gomes, Rua Capitão Santiago de Carvalho, Rua dos Lojistas, Circular Norte e Rua Quinta de Santa Maria.
3. Olivais Este e Centro Histórico dos Olivais: situado entre as artérias Praça José Queirós, Avenida Dr. Francisco Luís Gomes, Rua Contra-Almirante Armando Ferraz, Praça Baden-Powell, Avenida de Berlim e Avenida Infante D. Henrique.
4. Olivais Sul: situado entre as artérias Avenida Cidade do Porto (Segunda Circular), Praça do Aeroporto (Rotunda do Relógio), Avenida Marechal Gomes da Costa, Avenida Cidade de Luanda, Avenida de Pádua, Avenida Infante D. Henrique e Avenida de Berlim.
5. Olivais Oeste, Quinta da Portela, Vila Formosa dos Olivais e Aeroporto: situado entre o limite do município e as artérias Avenida Santos e Castro, Avenida Marechal Craveiro Lopes (Segunda Circular), Avenida Cidade do Porto (Segunda Circular) e Estrada da Circunvalação.
6. Cabo Ruivo e Candeeiros: situado entre as artérias Avenida Cidade de Luanda, Avenida Marechal Gomes da Costa, Avenida Infante D. Henrique e Avenida de Pádua.

## Serviços
Devido à composição da população tradicional da freguesia, predominantemente da classe média, os Olivais sofreram cronicamente de insuficientes instituições públicas, fundamentalmente nas áreas da saúde e educação.

### Saúde
Não há nenhum hospital público na freguesia, sendo que os vizinhos são deslocados principalmente para o Hospital de São José (Centro Hospitalar de Lisboa Central), na Rua José António Serrano. Contudo, é sede tradicional de importantes instituições privadas desde a sua fundação. Na atualidade mantêm-se em funcionamento, entre outros, o Hospital SAMS (Rua Cidade de Gabela), a Clínica Princípio-Psiquiatria e Psicologia (Rua Sargento José Paulo dos Santos), a Clínica FisioFalantes (Rua Cidade de Bolama), o Centro Clínico de Santo Eugénio (Rua Quinta do Morgado), a Clínica Medicerena (Avenida Cidade de Luanda), a Clínica AMV Ortodontia (Avenida de Pádua), a Clínica Paris (Rua Cidade de Nampula), o Laboratório de Análises Dr.ª Ilda Borges (Rua Cidade de Benguela), o Hormofuncional — Centro Hormonologia Funcional (Rua de Matola), a Clínica Médica São João (Rua Cidade de Bolama) e a Clínica Clinolival (Rua Matola).

#### Centros de Saúde
A freguesia conta com um ambulatório, no bairro da Encarnação, sem serviço de urgências 24 horas. Durante o ano de 2012 levaram-se a cabo numerosas ações de vizinhança para tentar evitar a supressão das urgências noturnas nesta freguesia.
- CATUS dos Olivais: situado na Avenida Cidade de Lourenço Marques, no bairro de Olivais Sul.
- Centro de Saúde dos Olivais: situado na Alameda da Encarnação, no bairro da Encarnação.

| Extensão de saúde associada                         | Localização           | Bairro     | Horário                                             |
| --------------------------------------------------- | --------------------- | ---------- | --------------------------------------------------- |
| Unidade de Saúde Familiar Oriente                   | Alameda da Encarnação | Encarnação |                                                     |
| Unidade de Cuidados de Saúde Personalizados Olivais | Alameda da Encarnação | Encarnação | De 2.ª a 6.ª Feira 08h00–20h00 e Sábado 10h00–18h00 |
| Unidade de Saúde Familiar Jardins da Encarnação     | Alameda da Encarnação | Encarnação |                                                     |
| Unidade de Saúde Familiar Vasco da Gama             | Alameda da Encarnação | Encarnação | De 2.ª a 6.ª Feira 08h00–20h00                      |

### Educação

#### Educação infantil (pré-escolar)
| Escola                                                        | Tipo              | Situação                                                                                      |
| ------------------------------------------------------------- | ----------------- | --------------------------------------------------------------------------------------------- |
| Escola Básica Adriano Correia de Oliveira                     | Pública           |                                                                                               |
| Escola Básica Alice Vieira                                    | Pública           |                                                                                               |
| Escola Básica Arco Iris                                       | Pública           |                                                                                               |
| Escola Básica n.º 36                                          | Pública           |                                                                                               |
| Escola Básica Paulino Montez                                  | Pública           |                                                                                               |
| Escola Básica Santa Maria dos Olivais                         | Pública           |                                                                                               |
| Escola Básica Sarah Afonso                                    | Pública           |                                                                                               |
| Externato da Encarnação (Externato João XXIII)                | Privada           |                                                                                               |
| Externato "Marcelino Champagnat"                              | Privada           |                                                                                               |
| Externato "S. Miguel Arcanjo"                                 | Privada, Católica |                                                                                               |
| Fundação Cardeal Cerejeira                                    | Privada, Católica |                                                                                               |
| Jardim Escola "O Bosque"                                      | Privada           |                                                                                               |
| Jardim Escola João de Deus                                    | Privada           |                                                                                               |
| Jardim Infantil do Centro Paroquial St.º Eugénio              | Privada, Católica | Encerrado em 2016, por alegada gestão danosa. Património cedido à Fundação Cardeal Cerejeira. |
| Jardim Infantil Olivais (Fundação D. Pedro IV)                | Privada           |                                                                                               |
| Jardim Infantil Panioli - O. N. Promoção Pastoral dos Ciganos | Privada           |                                                                                               |

#### Educação básica

##### 1.º Ciclo
| Escola                                         | Tipo              |
| ---------------------------------------------- | ----------------- |
| Escola Básica Adriano Correia de Oliveira      | Pública           |
| Escola Básica Alice Vieira                     | Pública           |
| Escola Básica Arco Iris                        | Pública           |
| Escola Básica n.º 36                           | Pública           |
| Escola Básica Paulino Montez                   | Pública           |
| Escola Básica Santa Maria dos Olivais          | Pública           |
| Escola Básica Sarah Afonso                     | Pública           |
| Externato da Encarnação (Externato João XXIII) | Privada           |
| Externato "Marcelino Champagnat"               | Privada           |
| Externato "S. Miguel Arcanjo"                  | Privada, Católica |
| Jardim Escola "O Bosque"                       | Privada           |
| Jardim Escola João de Deus                     | Privada           |

##### 2.º Ciclo
| Escola                                         | Tipo              |
| ---------------------------------------------- | ----------------- |
| Escola Básica Fernando Pessoa                  | Pública           |
| Escola Básica Olivais                          | Pública           |
| Escola Básica Piscinas                         | Pública           |
| Externato da Encarnação (Externato João XXIII) | Privada           |
| Externato "Marcelino Champagnat"               | Privada           |
| Externato "S. Miguel Arcanjo"                  | Privada, Católica |

#### Educação secundária
| Escola                           | Ensino       | Tipo              |
| -------------------------------- | ------------ | ----------------- |
| Escola de Comércio de Lisboa     | Qualificante | Privada           |
| Escola Secundária Eça de Queirós | Regular      | Pública           |
| Escola Básica Fernando Pessoa    | Regular      | Pública           |
| Escola Básica Olivais            | Regular      | Pública           |
| Escola Básica Piscinas           | Regular      | Pública           |
| Externato "S. Miguel Arcanjo"    | Regular      | Privada, Católica |
| Externato Marcelino Champagnat   | Regular      | Privada           |

| Escola                            | Ensino                 | Tipo    |
| --------------------------------- | ---------------------- | ------- |
| Escola de Comércio de Lisboa      | Profissional (nível 3) | Privada |
| Escola Secundária António Damásio | Regular                | Pública |
| Escola Secundária Eça de Queirós  | Regular                | Pública |

## Arte e cultura

### Parques e jardins
Os Olivais são uma das freguesias do município de Lisboa com maior proporção de áreas verdes por habitante.
- O Parque Urbano dos Olivais: que se prolonga paralelo à Avenida de Berlim entre os bairros da Encarnação e de Olivais Sul. É considerado um dos parques mais belos da cidade. Historicamente pertencente à Câmara Municipal de Lisboa e utilizado para a produção de árvores para replantação, a reconversão ambiental significou a sua entrega à população dos Olivais em 16 de setembro 2013, abrindo-se pela primeira vez este parque florestal ao desfrute dos olivalenses. Com percursos de sombra, bancos de descanso e zonas de lazer para crianças, para o novo espaço prevê-se ainda uma área de esplanada.
- O Parque Hortícola dos Olivais Poente: situado a sul do Parque Urbano dos Olivais, bairro da Encarnação, consiste numa zona produtiva dividida em cerca de 31 talhões, que se destinam a hortas urbanas.
- O Parque Municipal do Vale do Silêncio: localizado no bairro de Olivais Sul e com uma extensão de oito hectares, o Vale do Silêncio é o verdadeiro pulmão dos Olivais. Espaço densamente arborizado nas suas orlas a norte e nas áreas mais elevadas a sul, cujo estrato herbáceo é mais diversificado que o arbustivo e que envolve um relvado central de grandes proporções, muito utilizado para a prática de atividades desportivas. Conta no seu interior com numerosos lugares de interesse como o parque infantil, o campo de jogos, a zona de merendas, o quiosque com esplanada, a zona de manutenção e a zona de equipamentos de fitness.
- O Jardim Maria de Lourdes Sá Teixeira: situado na Rua Cidade da Beira, bairro de Olivais Sul, foi inaugurado em 16 de setembro de 2013 em reconhecimento da primeira aviadora portuguesa.

## Transportes

### Metro de Lisboa
Linha Vermelha. Tem quatro estações dentro da freguesia, duas datam de 1998 e duas desde 2012:
- Olivais: atende ao Centro Cívico da freguesia e ao bairro de Olivais Sul.
- Cabo Ruivo: atende à referida zona dentro do bairro de Olivais Sul e à zona meridional do Centro Histórico dos Olivais.
- Aeroporto: atende ao Terminal 1 do Aeroporto de Lisboa e à zona ocidental da Encarnação.
- Encarnação: atende ao referido bairro e ao bairro de Olivais Norte.

| Estação Olivais | Estação Cabo Ruivo | Estação Aeroporto | Estação Encarnação |
| Serviços:       | Serviços:          | Serviços:         | Serviços:          |

### Aeroporto de Lisboa
O Aeroporto de Lisboa é um aeroporto público português gerido pela ANA situado nas imediações da cidade de Lisboa, a capital de Portugal. É o primeiro aeroporto português por tráfego de passageiros, carga aérea e operações. O aeroporto localiza-se no nordeste de Lisboa. Os terminais localizam-se no termo da freguesia dos Olivais, mas as pistas do aeroporto estendem-se também pela União das Freguesias de Camarate, Unhos e Apelação, no município de Loures. O Terminal 2 (T2), o mais recente, está separado do Terminal 1 (T1). Para comunicação entre todos os terminais, a ANA disponibilizou um serviço gratuito de autocarro (Airport Shuttle).

### Autocarros
Os autocarros são de grande utilidade nesta freguesia por ter zonas que ficam demasiado distanciadas do metro. São várias as linhas urbanas e interurbanas que recorrem aos bairros desta freguesia. Há também uma linha circular, 29B, de apenas um sentido, o qual demora cerca de 45 minutos a concluir todo o circuito. Opera entre as 07:00 e as 21:30, de 2.ª a 6.ª, com intervalos de 20 minutos, e das  07:30 às 16:30, com intervalos de 35 minutos.

## Património
- Palácio da Quinta do Contador Mor: edifício onde atualmente funciona a Bedeteca de Lisboa. Também conhecida pela "Toca", lugar de encontros amorosos entre Maria Eduarda e Carlos da Maia, no romance Os Maias, de Eça de Queirós;
- Palácio da Quinta da Fonte do Anjo ou Palácio da Quinta da Bica: arquitetura residencial, pombalina e tardo-barroca. Casa nobre rústica pombalina, inscrita em antiga quinta de produção. A capela com invocação de Nossa Senhora da Conceição, tem altar tardo-barroco, bom silhar de azulejos rococó com cenas da vida da Virgem, estuques à maneira de João Grossi, com paralelos na capela da Quinta do Marquês do Pombal em Oeiras;
- Convento de São Cornélio: vestígios de antigo convento situado na Estrada de São Cornélio, junto ao atual Cemitério dos Olivais;
- Centro Histórico da Vila dos Olivais: sede concelhia medieval;
- Palácio Benagazil ou Palácio da Quinta do Policarpo: monumento apalaçado situado junto do Aeroporto de Lisboa;
- Igreja de Santa Maria ou Igreja Paroquial dos Olivais: monumento de arquitetura religiosa, maneirista e barroca;
- Igreja de Santo Eugénio ou Igreja Paroquial de Olivais Sul: monumento de arquitetura religiosa do século XX;
- Cine-teatro da Encarnação: monumento sede da ADCEO — Associação Desportiva e Cultural da Encarnação e Olivais;
- Instituto Geográfico do Exército e Laboratório Militar de Produtos Químicos e Farmacêuticos: monumento de arquitetura militar e científica;
- Antiga unidade industrial "A Napolitana", Proprietário atual: Grupo Auchan — Companhia Portuguesa de Hipermercados, SA;
- DIALAP, Última designação: DIAMANG, Propriedade atual: RTP, Rádio e Televisão de Portugal (edifício sede desde 31 de março de 2004).

## Coletividades
- SFUCO, a Sociedade Filarmónica União e Capricho Olivalense Com 128 anos de história é a coletividade mais antiga da Freguesia de Olivais – Lisboa e a sua atividade exerce-se, quase exclusivamente no campo da cultura musical, através da sua Centenária Banda e Escola de Música de onde saem na sua esmagadora maioria, os executantes que a compõem.

Fundada em 1 de Junho de 1886, a Banda de Música é na atualidade composta por cerca de 70 executantes com idades compreendidas entre os 12 e os 77 anos. É dirigida desde novembro de 2012 pelo Maestro Luís Filipe Henriques Ferreira.
Tem atuado nos mais variados pontos do país de norte a sul do continente e Espanha, com atuações quer em concertos exclusivos, quer nos mais variados espetáculos, assim como nos melhores encontros de bandas. Foi agraciada em 7 de junho de 1930 com o Oficialato da Ordem de Benemerência e tem sido distinguida ao longo da sua existência com outras condecorações, por outras entidades, pelo trabalho desenvolvido em prol da cultura. É Sócia Honorária da Confederação Portuguesa das Coletividades de Cultura Recreio e Desporto da qual é a federada Nº. 16, sendo distinguida por esta Federação com as Medalhas de Ouro de Instrução e Arte; de Prata de Bem Fazer e Comemorativa de 75 de atividade; e Cobre de Reconhecimento, Mérito e de Homenagem.
Em junho de 1986, por altura do 1.º centenário, foi distinguida pela Câmara Municipal de Lisboa com a Medalha Municipal de Mérito – Grau Ouro, pelos serviços prestados no campo da cultura à Cidade de Lisboa.

## Organização político-administrativa
| Partido político                                 | Eleições da Assembleia de Freguesia de 2021 | Eleições da Assembleia de Freguesia de 2021 | Eleições da Assembleia de Freguesia de 2021 | Eleições da Assembleia de Freguesia de 2021 |
| Partido político                                 | %                                           | Votos                                       | Mandatos                                    |                                             |
| Coligação Mais Lisboa (PS.L)                     | 34,72                                       | 5 164                                       | 8                                           |                                             |
| Coligação Novos Tempos (PPD/PSD.CDS-PP.A.MPT.PPM | 24,90                                       | 3 703                                       | 5                                           |                                             |
| CDU (PCP-PEV)                                    | 13,80                                       | 2 053                                       | 3                                           |                                             |
| B.E.                                             | 7,99                                        | 1 188                                       | 1                                           |                                             |
| CH                                               | 6,80                                        | 1,012                                       | 1                                           |                                             |
| PAN                                              | 4,52                                        | 672                                         | 1                                           |                                             |
| IL                                               | 3,39                                        | 509                                         | 0                                           |                                             |
| Em branco                                        | 2,35                                        | 350                                         |                                             |                                             |
| Nulos                                            | 1,53                                        | 227                                         |                                             |                                             |

A freguesia de Olivais é governada pela Junta de Freguesia e pela Assembleia de Freguesia, cujos vogais e membros elegem-se a cada quatro anos por sufrágio universal de todos os cidadãos maiores de 18 anos de idade. O órgão executivo é superintendido pela presidente da Junta de Freguesia dos Olivais, Rute Lima, e o órgão deliberativo é superintendido pelo presidente da Assembleia de Freguesia de Olivais, Nuno Miguel dos Santos Silva.
No ano de 2019, fruto da decisão Administrativa da Câmara Municipal de Lisboa e aceite pela Junta de Freguesia em iniciar o estacionamento tarifado, dividindo a Freguesia em múltiplas zonas, gerou-se um movimento de Cidadãos que contestaram a decisão junto da Junta, da Assembleia de Freguesia, da Assembleia Municipal e do Executivo camarário. Uma petição com mais de 4.000 subscritores pedia que apenas fossem criadas uma ou duas zonas de estacionamento tarifado, para que os vizinhos pudessem aceder, através de estacionamento gratuito, aos diversos equipamentos que garantem Direitos Fundamentais. Perante a falta de acolhimento do pedido dos Cidadãos, estes marcaram uma Assembleia de Freguesia, que se realizou a 26 de junho de 2019, onde se aprovou a realização de um Referendo Local, sobre matéria da exclusiva responsabilidade da Junta (número de zonas a implementar). Este movimento de Cidadãos viu lograda a sua expetativa de decisão direta num assunto que lhe diz respeito, ao terem-se esgotado os prazos para a realização do Referendo Local. Entre outros Órgãos de Comunicação Social, foi notícia no Público.
| Presidente da Junta de Freguesia   | Início do mandato | Fim do mandato | Partido                 |
| Freguesia de Olivais               |                   |                |                         |
| Rute Sofia Florêncio Lima de Jesus | 2013              | No cargo       | Partido Socialista (PS) |

A seguinte tabela é uma lista das personalidades que ao longo da história da Terceira República presidiram à Junta de Freguesia de Santa Maria dos Olivais.
| Início                                                                           | Titular                    | Notas                                                            |
| Presidentes da Junta de Freguesia durante a Freguesia de Santa Maria dos Olivais |                            |                                                                  |
| 1976                                                                             | Ferreira dos Santos        | Partido Socialista (PS)                                          |
| 1979                                                                             |                            | Aliança Democrática (AD): PPD/PSD . PPM . CDS-PP                 |
| 1982                                                                             |                            | Aliança Democrática (AD): PPD/PSD . PPM . CDS-PP                 |
| 1985                                                                             |                            | Partido Popular Democrático / Partido Social Democrata (PPD/PSD) |
| 1989                                                                             | José Manuel Rosa do Egipto | Partido Socialista (PS) . Partido Comunista Português (PCP)      |
| 1993                                                                             | José Manuel Rosa do Egipto | Partido Socialista (PS)                                          |
| 1997                                                                             | José Manuel Rosa do Egipto | Partido Socialista (PS)                                          |
| 2001                                                                             | José Manuel Rosa do Egipto | Partido Socialista (PS)                                          |
| 2005                                                                             | José Manuel Rosa do Egipto | Partido Socialista (PS)                                          |
| 2009                                                                             | José Manuel Rosa do Egipto | Partido Socialista (PS)                                          |

Presidente interino: Joaquim Borges.
Em Fevereiro de 2023 foi apresentada uma reportagem no programa Exclusivo da TVI, da autoria de Sandra Felgueiras, sobre a Junta de Freguesia dos Olivais onde foram identificados familiares contratados e ajustes diretos com militantes do PS que custaram mais de meio milhão ao erário público. Escândalo de alegada prevaricação, participação económica em negócio e favorecimento político que levaram a Junta de Freguesia dos Olivais, em Lisboa, a gastar mais de meio milhão de euros em contratos suspeitos, muitos deles assinado ao sábado. No total, são dezenas de casos que já foram entregues ao Ministério Público e encontram-se a ser investigados.

## Arruamentos
Nota: Com a entrada em vigor da Reorganização Administrativa de Lisboa (Lei n.º 56/2012, de 8 de novembro), verificou-se a transição de alguns arruamentos para as freguesias vizinhas, devido à desanexação do território da freguesia do Parque das Nações e aos ajustes dos limites territoriais com as freguesias de Lumiar e de Santa Clara.
A nova freguesia dos Olivais contém 173 arruamentos, a saber:
- Alameda da Encarnação
- Alameda das Comunidades Portuguesas
- Avenida Cidade de Lourenço Marques
- Avenida Cidade de Luanda
- Avenida Cidade do Porto
- Avenida de Berlim[nota 7]
- Avenida de Pádua[nota 7]
- Avenida Doutor Alfredo Bensaúde
- Avenida Dr. Francisco Luís Gomes
- Avenida Eugénio de Andrade[nota 8]
- Avenida Infante Dom Henrique[nota 9]
- Avenida Marechal Craveiro Lopes[nota 10]
- Avenida Marechal Gomes da Costa[nota 11]
- Avenida Santos e Castro[nota 12]
- Azinhaga da Alagueza
- Azinhaga da Quinta das Courelas
- Azinhaga do Casquilho
- Calçadinha dos Olivais
- Circular Norte do Bairro da Encarnação
- Circular Sul do Bairro da Encarnação
- Estrada da Circunvalação[nota 13]
- Jardim Eduardo Prado Coelho
- Jardim Maria de Lourdes Sá Teixeira
- Jardim Zé Pedro
- Largo Américo Rosa Guimarães
- Largo Castro Soromenho
- Largo Jaime Carvalho
- Largo Primeiro Tenente João Rodrigues de Moura
- Parque do Vale do Silêncio
- Parque Edgar Sampaio Fontes
- Percurso Manuel de Sousa da Câmara
- Praça Álvaro Ponce Dentinho
- Praça Baden Powell
- Praça Carlos Ramos
- Praça Cidade de Dili
- Praça Cidade de Salazar
- Praça Cidade de São Salvador
- Praça Cidade do Luso
- Praça Cottinelli Telmo
- Praça da Viscondessa dos Olivais
- Praça das Casas Novas
- Praça de Bilene
- Praça de Chinde
- Praça do Aeroporto[nota 14]
- Praça do Norte
- Praça Faria da Costa
- Praça José Queirós[nota 7]
- Praça Mota Veiga
- Rotunda Matilde Bensaúde
- Rua Acúrsio Pereira
- Rua Alberto MacBride
- Rua Alferes Barrilaro Ruas
- Rua Alferes Carvalho Pereira
- Rua Alferes Mota da Costa
- Rua Alferes Santos Sasso
- Rua Alfredo Franco
- Rua Almada Negreiros
- Rua Alves Gouveia
- Rua Américo de Jesus Fernandes
- Rua Cândido de Oliveira
- Rua Capitão Santiago de Carvalho
- Rua Capitão Tenente Oliveira e Carmo
- Rua Carlos George
- Rua Catorze (Bairro da Encarnação)
- Rua Cidade da Beira
- Rua Cidade da Praia
- Rua Cidade de Bafatá
- Rua Cidade de Benguela
- Rua Cidade de Bissau
- Rua Cidade de Bolama
- Rua Cidade de Cabinda
- Rua Cidade de Carmona
- Rua Cidade de Gabela
- Rua Cidade de Inhambane
- Rua Cidade de João Belo
- Rua Cidade de Lobito
- Rua Cidade de Malanje
- Rua Cidade de Margão
- Rua Cidade de Moçâmedes
- Rua Cidade de Nampula
- Rua Cidade de Nova Lisboa
- Rua Cidade de Novo Redondo
- Rua Cidade de Porto Alexandre
- Rua Cidade de Porto Amélia
- Rua Cidade de Quelimane
- Rua Cidade de Tete
- Rua Cidade de Vila Cabral
- Rua Cidade do Negage
- Rua Cinco (Bairro da Encarnação)
- Rua Contra-Almirante Armando Ferraz
- Rua Costa Malheiro
- Rua da Portela
- Rua da Quinta da Fonte
- Rua da Quinta de Santa Maria
- Rua da Quinta do Morgado
- Rua da Vila Pery
- Rua das Courelas
- Rua das Escolas
- Rua de Baixo Limpopo
- Rua de Chibuto
- Rua de Macia
- Rua de Manhiça
- Rua de Manica
- Rua de Manjacaze
- Rua de Marracuene
- Rua de Matola
- Rua de Mocímboa da Praia
- Rua de Montepuez
- Rua de Vila Alferes Chamusca
- Rua de Vila Fontes
- Rua de Vila Sena
- Rua Dez (Bairro da Encarnação)
- Rua Dezanove (Bairro da Encarnação)
- Rua Dezasseis (Bairro da Encarnação)
- Rua Dezassete (Bairro da Encarnação)
- Rua Dezoito (Bairro da Encarnação)
- Rua do Conselheiro Mariano de Carvalho
- Rua do Conselheiro Teles de Vasconcelos
- Rua do Dondo
- Rua do Ibo
- Rua do Mercado
- Rua do Poço Coberto
- Rua Dois (Bairro da Encarnação)
- Rua Dom Aleixo Corte-Real
- Rua dos Eucaliptos
- Rua dos Lojistas
- Rua Doze (Bairro da Encarnação)
- Rua Dr. Costa Sacadura
- Rua Dr. José Saraiva
- Rua Eurico da Fonseca
- Rua Francisco Mantero
- Rua Furriel Galrão Nogueira
- Rua Furriel João Nunes Redondo
- Rua General Silva Freire
- Rua Humberto Madeira
- Rua João Cunha Serra
- Rua João de Castro Osório
- Rua Major Figueiredo Rodrigues
- Rua Mamadu Sissé
- Rua Nove (Bairro da Encarnação)
- Rua Oito (Bairro da Encarnação)
- Rua Onze (Bairro da Encarnação)
- Rua Padre Joaquim Aguiar
- Rua Quatro (Bairro da Encarnação)
- Rua Quinze (Bairro da Encarnação)
- Rua Sargento Armando Monteiro Ferreira
- Rua Sargento José Paulo dos Santos
- Rua Seis (Bairro da Ecarnanção)
- Rua Sete (Bairro da Encarnação)
- Rua Três (Bairro da Encarnação)
- Rua Treze (Bairro da Encarnação)
- Rua Um (Bairro da Encarnação)
- Rua Vice Almirante Augusto de Castro Guedes
- Rua Vila da Fulacunda
- Rua Vila de Bissorã
- Rua Vila de Bubaque
- Rua Vila de Catió
- Rua Vila de Farim
- Rua Vila de Teixeira Pinto
- Rua Vinte (Bairro da Encarnação)
- Rua Vinte e Cinco (Bairro da Encarnação)
- Rua Vinte e Dois (Bairro da Encarnação)
- Rua Vinte e Nove (Bairro da Encarnação)
- Rua Vinte e Oito (Bairro da Encarnação)
- Rua Vinte e Quatro (Bairro da Encarnação)
- Rua Vinte e Seis (Bairro da Encarnação)
- Rua Vinte e Sete (Bairro da Encarnação)
- Rua Vinte e Três (Bairro da Encarnação)
- Rua Vinte e Um (Bairro da Encarnação)
- Rua 1º Cabo José Martins Silvestre
- Travessa das Courelas
- Travessa do Adro
- Travessa dos Buracos